# Negawaty
Negawaty – zaoszczędzone jednostki mocy. Termin wprowadzony w 1989 przez amerykańskiego fizyka i działacza ekologicznego Amory’ego Lovinsa.

Koncepcja negawatów wiąże się z próbą zmierzenia ekonomicznej wartości energii zaoszczędzonej (w odróżnieniu od wytworzonej). Głównym źródłem negawatów są technologie energooszczędne, ocieplanie budynków i budowa domów pasywnych, wspólne użytkowanie samochodów itp. Według Andrisa Piebalgsa: 

Od lat 70. udział poprawy efektywności energetycznej w naszym bilansie energetycznym przewyższa udział każdego z pozostałych źródeł energii poza ropą. [...] Owe ‘negawaty’ mają z punktu widzenia gospodarki dokładnie taką samą wartość, jak zastępowane przez nie ‘wytworzone waty’ energii.

Ruchy ekologiczne propagują zwiększanie udziału negawatów w gospodarce, traktując to jako warunek zrównoważonego rozwoju.
Badania nad technologicznymi i ekonomicznymi aspektami negawatów prowadzi m.in. założony przez Amory’ego Lovinsa Rocky Mountain Institute.